# Lars Levi Laestadius
Lars Levi Laestadius (Arjeplog, 1800. október 1. – Pajala, 1861. február 21.) svédországi botanikus, evangélikus lelkész. A róla elnevezett laestadiánus mozgalom vezetője. Botanikai szakmunkákban nevének rövidítése: „Laest.”.
Laestadius a svédországi Lappföldön született, Arjeplog mellett. Apja féltestvére Kvikkjokkban volt lelkész, az ő segítségével tudott Lars Levi bejutni az Uppsalai Egyetemre 1820-ban, ahol kitűnő tanulónak bizonyult. Botanikát és teológiát tanult. 1825-ben szentelték fel evangélikus lelkésznek. Első szolgálati helye Arjeplog volt, majd 1826 és 1849 között segédlelkész volt Karesuandóban, majd 1849-től haláláig Pajalában szolgált. Mielőtt Karesuandóba költözött volna, elvett egy helyi számi nőt, Brita Cajsa Alstadiust, és közösen neveltek fel később 12 gyereket.
Négy fajt neveztek el róla:
- Salix laestadiana
- Carex laestadii
- Papaver laestadianum
- Arnica alpina laest

## Fordítás
- Ez a szócikk részben vagy egészben  a   Lars Levi Laestadius című finn Wikipédia-szócikk ezen változatának fordításán alapul.  Az eredeti cikk szerkesztőit annak laptörténete sorolja fel. Ez a jelzés csupán a megfogalmazás eredetét és a szerzői jogokat jelzi, nem szolgál a cikkben szereplő információk forrásmegjelöléseként.